# ده سرداب (كهن أباد)
ده سرداب (بالفارسية: ده سراب) هي قرية تقع في إيران في قسم کهن أباد الريفي.